# هانی الدبینی
هانی الدبینی (عربی: هاني الدبيني؛ زادهٔ ۲۵ ژوئن ۱۹۸۴) یک ورزشکار اهل عربستان سعودی است.
از باشگاه‌هایی که در آن بازی کرده‌است می‌توان به باشگاه فوتبال الفتح عربستان سعودی اشاره کرد.